# Hoteles Globales
Globales es una compañía hotelera española propietaria de 54 establecimientos en todo el mundo, los cuales explota en su totalidad. Fundada en 1967 por José Luis Carrillo Benítez (Huércal-Overa, Almería, 1941), la dirección general recae desde mayo de 2015 en su hija, Susana Carrillo Szymanska. Globales centra su negocio en el turismo familiar.
En la actualidad, Globales emplea a más de 3000 personas y se sitúa en el puesto 8 de las 50 marcas hoteleras con mayor presencia en España en 2016 según el censo Alimarket Hoteles.

## Historia
José Luis Carrillo Benítez, fundador del grupo familiar Optursa, inició su profesión a muy temprana edad. Trabajó en todos los departamentos de un hotel hasta llegar a ser director del ahora desaparecido Hotel Atlántida, en Lloret de Mar (Costa Brava), a los 25 años. Después pasó a dirigir otros establecimientos en la misma zona, como el Hotel Dex y el Alhambra.
En 1970 participó en el accionariado y construcción del Hotel Don Pedro, en la Cala san Vicente (Mallorca).
Optursa era y continúa siendo una agencia de viajes, la cual representaba al entonces importante tour operador Martin Rooks, en Baleares y Canarias.
Fundó en 1982 el tour operador británico Sunbright Holidays, con base en Londres y Manchester.
Al hotel Don Pedro le siguieron otros establecimientos en alquiler y propiedad, tanto en Mallorca como en Canarias y la Península.
En el año 1986 alquiló 9 de sus hoteles al grupo turístico inglés Intasun. Tres años después, en 1989, ante el cierre y liquidación del mismo, adquirió además los hoteles Lancaster y Palma Nova (Mallorca) y el Cortijo Blanco (Marbella), así como la marca Globales.
A partir de esta fecha y mediante la reinversión de todos sus beneficios fue adquiriendo otros hoteles.
En 2020, Globales recuperó la gestión de siete establecimientos que operaban bajo la marca de Thomas Cook, dos en Mallorca y 5 en Menorca, contando desde entonces con 48 de sus 49 establecimientos en explotación directa.
A finales del 2020 adquiere el hotel Lively Magalluf , que pasa a denominarse Globales Torrenova.
A principios del 2021 adquiere tres hoteles de la compañía Ola Hotels, los anteriormente conocidos como Ola Club Maioris, Ola Panamá, y Ola Bouganvilla pasan a denominarse Globales Maioris, Globales Panamá y Globales Apartamentos Costa de la Calma.
En septiembre del 2021 adquiere el hotel Castillo de Ayud, situado en Calatayud, Zaragoza , con el que suma 53 establecimientos en explotación directa.

## Situación actual

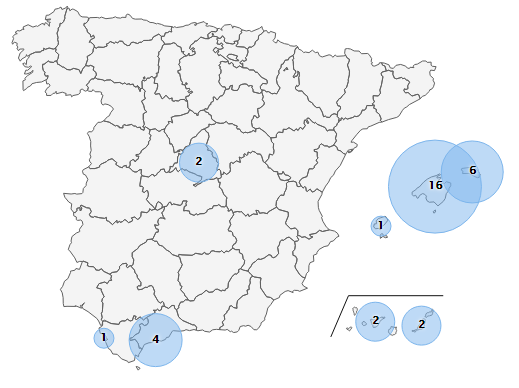
Mapa con mayor volumen de negocio donde opera Globales.

La mayor parte de los establecimientos de Globales se encuentran en las Islas Baleares, principalmente en Mallorca y en Menorca, donde explota 25 establecimientos. En el territorio nacional, Globales cuenta también con una importante presencia en la Costa del Sol con cuatro establecimientos en Málaga y uno en Cádiz; en las Islas Canarias, con tres y en Madrid, con dos. La compañía tiene además cuatro hoteles en el extranjero, en Buenos Aires, Managua, Zúrich y Lieja.
Los principales mercados de Globales, además del nacional, son el británico, el francés, el italiano y el alemán. La mayor parte de sus establecimientos son de tres y cuatro estrellas. Aunque su especialidad es el régimen de todo incluido en buffet, algunos hoteles han incorporado a su oferta restaurantes, pizzerías y cafeterías a la carta.
Globales es una de las marcas comerciales del Grupo Optursa, también propiedad de José Luis Carrillo, que engloba además a la mayorista de viajes en línea Altura Beds.

## Críticas
En marzo de 2013 seis hoteles explotados por Hi Hotels en Baleres y propiedad de Globales llevaron a cabo un ERTE. Los establecimientos pasaron a abrir cinco meses al año en lugar de siete. Los hoteles afectados fueron seis en Mallorca (Hi! Lancaster, Hi! Palmanova, Hi! Mimosa, Hi! Palmanova Palace, Hi! Honolulu y Sentido Cala Viñas) y uno en Ibiza (el Hi! Montemar). 
Los sindicatos criticaron esta decisión, “contraria al objetivo de desestacionalización que se tiene en las islas".